# Piccolo orfano
Piccolo orfano (The Little Orphan) è un film del 1949 diretto da William Hanna e Joseph Barbera. È il quarantesimo cortometraggio animato della serie Tom & Jerry, prodotto dalla Metro-Goldwyn-Mayer e uscito negli Stati Uniti il 30 aprile 1949. Piccolo orfano vinse l'Oscar al miglior cortometraggio d'animazione ai Premi Oscar 1949. Fu il quinto dei sette Oscar ricevuti dalla serie. Il cortometraggio venne rifatto in Cinemascope nel 1957. È stato distribuito anche col titolo Il piccolo orfano.

## Trama
Mentre Jerry sta leggendo un libro, alla sua porta bussa un topolino orfano di nome Nibbles, che lui aveva accettato di ospitare per la cena del Giorno del ringraziamento. Nibbles è sempre affamato, e Jerry, che non ha niente da mangiare, decide di fargli bere il latte di Tom, che sta dormendo. Tuttavia Nibbles riesce a berne solo un sorso prima che Tom si svegli e, senza vedere i topi, finisca il latte e si riaddormenti. I due topi allora salgono sulla tavola, dove Mammy Due Scarpe ha preparato una sontuosa cena. L'ingordigia di Nibbles lo mette presto nei guai, poiché finisce per svegliare Tom. Il gatto, vedendo i due topi sulla tavola, inizia subito ad attentare alla loro vita con armi improprie di ogni genere. I due topi però, unendo le forze, riescono a sfuggirgli. Infine, quando Nibbles usa una bottiglia di champagne come missile scagliando Tom contro un mobile, il gatto si arrende. Tom, Jerry e Nibbles si riuniscono quindi per cenare insieme ma, appena hanno finito di pregare, Nibbles entra nel tacchino e lo mangia tutto dall'interno, lasciando solo le ossa.

## Censura
Nella versione televisiva sono state rimosse le scene in cui Tom appare in blackface dopo che il suo pelo è stato bruciato da una candela. La censura è presente anche nelle versioni DVD distribuite in Europa, tranne in Warner Bros. Home Entertainment: Collezione Oscar d'animazione, dove il corto è restaurato e integrale.